# Raadhuis van Pijnacker

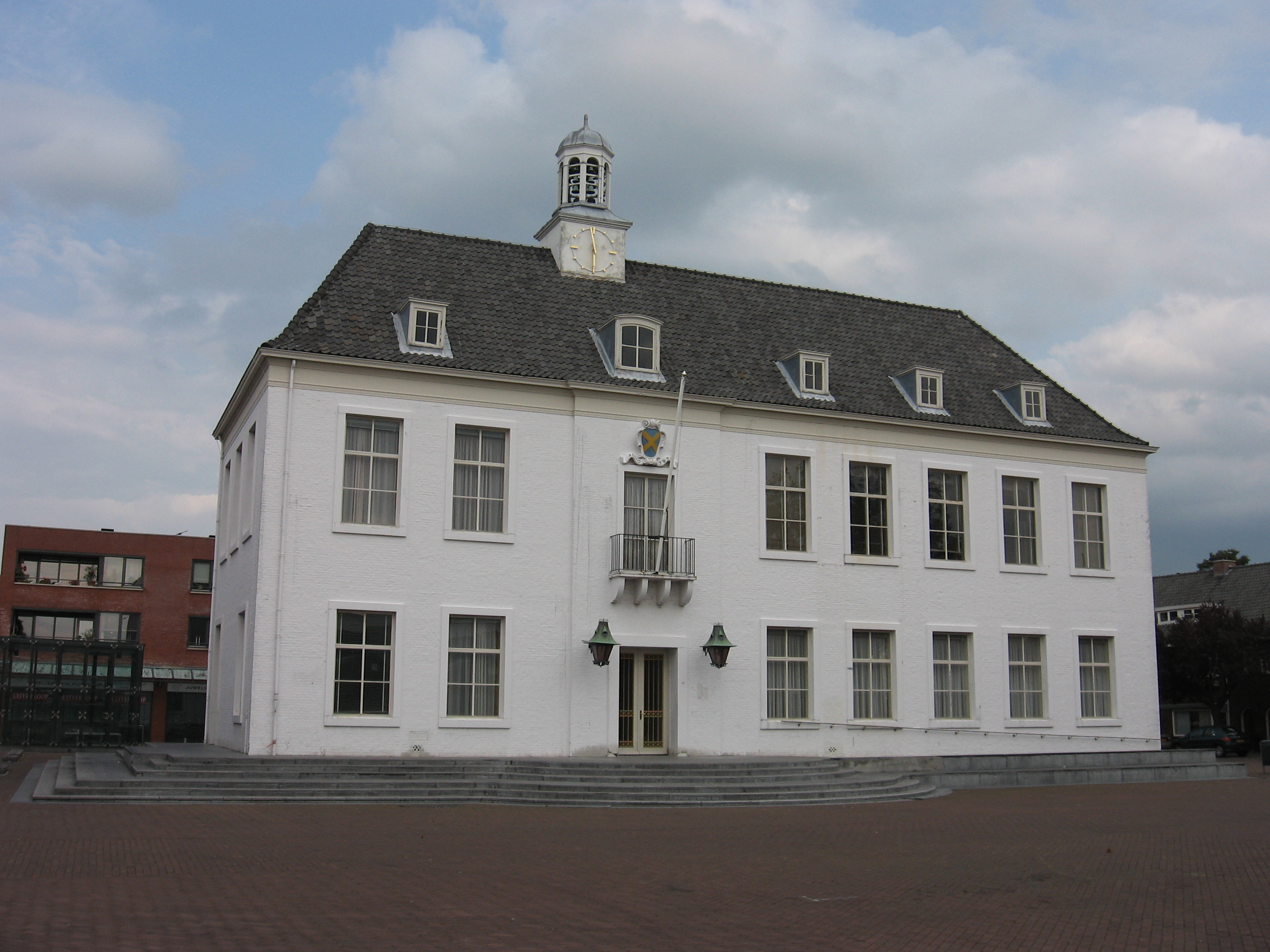
Voormalig raadhuis van Pijnacker

Het voormalige Raadhuis van Pijnacker staat in de Nederlandse plaats Pijnacker aan het Raadshuisplein. Het werd gebouwd in de jaren 50 van de vorige eeuw. Het 'witte huis' heeft een torentje met een carillon dat overdag speelt voorafgaand aan de uurslag.  

## Gemeentehuis
Het gemeentehuis van de in 2002 gevormde gemeente Pijnacker-Nootdorp staat aan het Oranjeplein te Pijnacker.